# Yazıkaplancı, Sarıkaya
Yazıkaplancı là một xã thuộc huyện Sarıkaya, tỉnh Yozgat, Thổ Nhĩ Kỳ. Dân số thời điểm năm 2010 là 286 người.